# Two Shades of Blue

Two Shades of Blue est un film américain, réalisé par James D.Deck, et sorti en 1999,,.

## Synopsis
Susan Price a écrit un best-seller, un roman torride qui narre la quête sexuel d'une femme intitulé "Le côté obscur de Judith". Lorsque Susan est accusée du meurtre de son fiancé, l'éditeur Jack Reynolds, elle échappe aux autorités en changeant d'identité et en devenant la femme dont elle a parlé dans son livre, Judith Anderson. Pour trouver le véritable tueur, Susan s'infiltre en tant qu'opératrice de relais pour les malentendants afin de contacter la procureure Beth McDaniels, qui est sourde. En relayant des conversations téléphoniques intimes entre Beth et son petit ami Calvin, Susan découvre son propre côté obscur lorsqu'elle se retrouve empêtrée dans ce monde de voyeurisme, de tromperies, d'intrigues et de meurtres.

## Fiche technique
- Titre original : Two Shades of Blue
- Réalisation: James D.Deck
- Scénario : Ted Williams
- Montage : Adam Kane
- Musique : Larry Brown
- Production : Richard Glasser, Geno Hart, Jason Shuman
- Pays de production : États-Unis,
- Format : Couleurs - 35 mm - 1,85:1 - Mono
- Genre : Thriller
- Durée : 103 minutes
- Date de sortie : 27 Mars 1999 (Turquie)

## Distribution
- Rachel Hunter : Susan Price
- Marlee Matlin : Beth Matlin
- Gary Busey : Jack Reynolds
- Eric Roberts : Calvin Stasi
- Anthony Natale : Todd
- Patsy Peace : Gwen Reynolds
- AJ Johnson : Lisa
- Robert Knott : Detective Alvarez
- Roy Ageloff : Detective Rogers
- Robert Miano : Alvin Stone
- Roz Witt : Virginia Daly